# Dick Barbour
Dick Barbour, né le 3 juillet 1940 en Californie où il passe sa jeunesse à La Jolla, est un pilote automobile américain de compétitions sur circuits pour voitures de sport, devenu directeur de sa propre écurie dès 1969 à San Diego, avec des véhicules Porsche Grand Tourisme qui établirent sa renommée dans les courses d'endurance.

## Biographie
Sa carrière au volant en course s'étale sur une douzaine d'années, de 1968 (CanAm sur Lola T70 Mk3-Chevrolet) à 1980 (sur Porsche 935).
Il participe lui-même à trois reprises aux 24 Heures du Mans de 1978 à 1980 sur des 935 personnelles, se classant trois fois dans les cinq premiers.
Lors de sa dernière saison en tant que pilote, son écurie remporte la Porsche Cup (John Fitzpatrick vainqueur à titre individuel), et le Championnat IMSA GT en catégorie GTX (toujours avec Fitzpatrick). Le team obtient alors 14 victoires absolues pour la saison 1980 (Trophée du Norisring, Grand Prix de Mosport...).
L'équipe de Barbour renaît à San Diego à partir de l'an 2000, et s'impose en American Le Mans Series dans la catégorie GT la même année grâce à la Porsche 911 GT3 R, puis en 2001 dans celle des LMP-675.
En 2004, Dick Barbour devient l'un des propriétaires du Lamborghini Murciélago Factory Team. La voiture de la marque de Sant'Agata Bolognese n'obtient pas de victoire significative, malgré sa puissance.

## Palmarès personnel (pilote)
- Vainqueur de la catégorie IMSA aux 24 Heures du Mans en 1978, 1979 et 1980;
- Vainqueur des 12 Heures de Sebring 1980 (avec Fitzpatrick) (4e en 1979);
- Vainqueur des 5 Heures de Riverside -le Grand Prix du Los Angeles Times- 1980 (avec Fitzpatrick);
  - 2e du Challenge mondial des pilotes d'endurance 1979 (derrière Don Whittington), et troisième de celui-ci en 1980[2];
  - 2e des 24 Heures de Daytona 1978 (avec Manfred Schurti et Johnny Rutherford, sur 935 3L. F6 Turbo);
  - 2e des 6 Heures de Watkins Glen 1978 (avec Rolf Stommelen et Schurti) et 1979 (avec Paul Newman et Stommelen) (4e en 1977);
  - 2e des 24 Heures du Mans 1979 (avec Paul Newman et Rolf Stommelen);
  - 2e des 1 000 kilomètres du Nürburgring 1980 (avec Axel Plankenhorn (de) et Fitzpatrick);
  - 2e des Road America 500 1980 (dernière course officielle personnelle, avec Fitzpatrick);
  - 3e des 6 Heures de Talladega 1978 (avec Rutherford);
  - 5e des 24 Heures du Mans 1978 (avec Brian Redman et John Paul Sr.);
  - 5e des 24 Heures du Mans 1980 (avec Fitzpatrick et Redman).